# Euploea dudgeoni
Euploea dudgeoni är en fjärilsart som beskrevs av Hans Fruhstorfer 1910. Euploea dudgeoni ingår i släktet Euploea och familjen praktfjärilar. Inga underarter finns listade i Catalogue of Life.